# Muhsin Ertuğrul
Ertuğrul Muhsin Bey foi um ator turco